# حسين الهوتكي
الشاه حسين الهوتَكيّ هو الحاكم الخامس والأخير في الأسرة الهوتكية في أفغانستان وهو أحد أبناء مير ويس الهوتكي، تولى الإمارة من 1729 م إلى 1738 م.
غزا الملك الفارسي نادر شاه أفغانستان وسقط حكم الشاه حسين الهوتكي والدولة الهوتكية في عام 1738 م بعد أن دامت 29 عاماً، وظهرت في أفغانستان أسرة حاكمة جديدة عرفت باسم الدرانية ومؤسسها أحمد شاه الدراني.